# Chafic Wazzan
 (octobre 2012).
Si vous disposez d'ouvrages ou d'articles de référence ou si vous connaissez des sites web de qualité traitant du thème abordé ici, merci de compléter l'article en donnant les références utiles à sa vérifiabilité et en les liant à la section « Notes et références ».
Chafic Wazzan, né le 16 janvier 1925 et mort le 8 juillet 1999, est un homme d'État libanais. Il est Premier ministre du Liban sous la présidence d’Elias Sarkis (1980-1982) et d’Amine Gemayel (1982-1984).

## Biographie
Ancien député, figure sunnite modérée, il ne bénéficie pas d’une base populaire importante. Il s’est retiré de la vie politique dans les années 1980.
Il échappe en 1991 à une tentative d’assassinat à la voiture piégée à Beyrouth. 